# Torre Coit

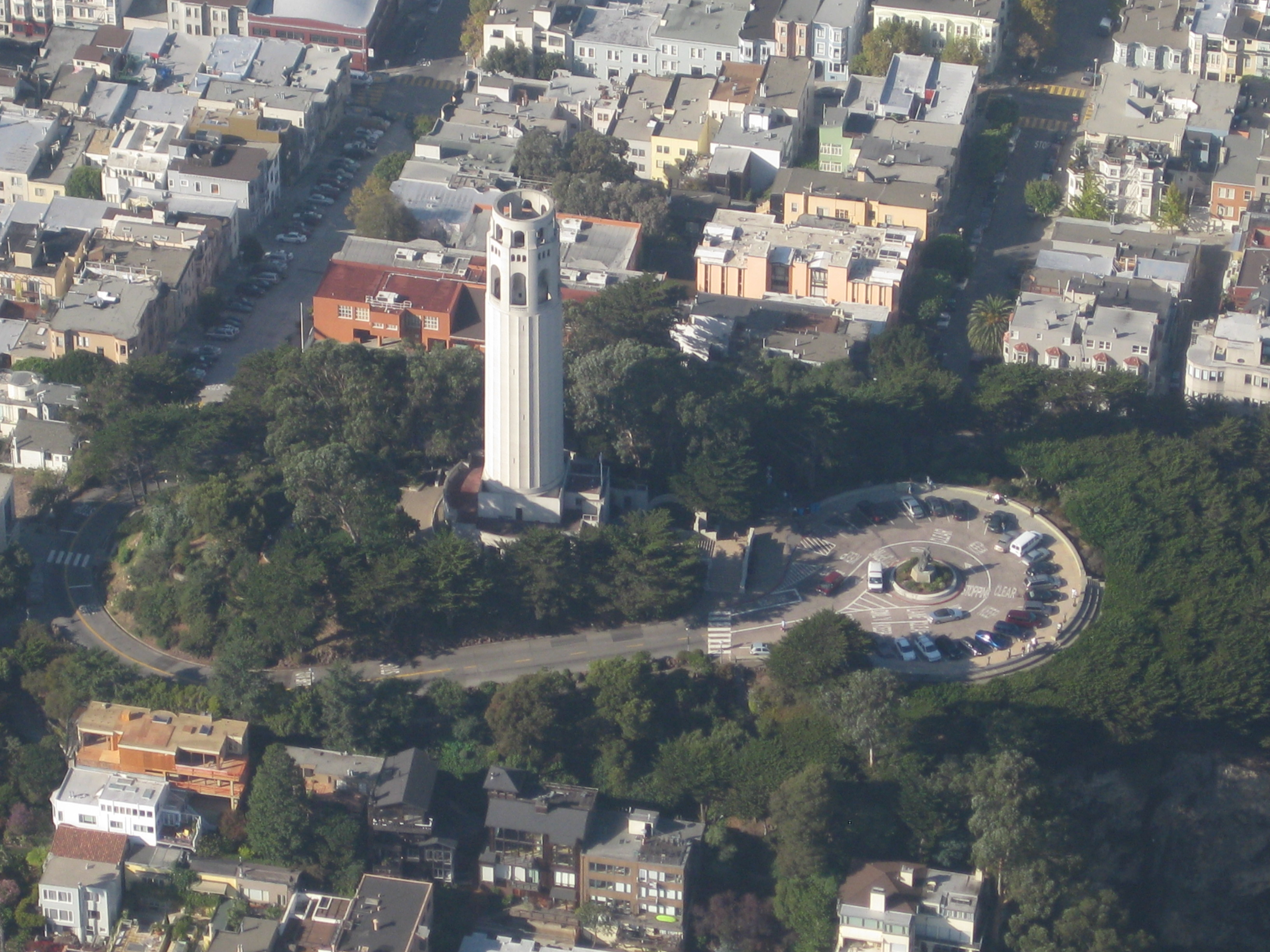
Coit Tower en 2008, mirando hacia el oeste

La Torre Coit, también conocida como Lillian Coit Memorial Tower, es una torre monumental de 64 m de altura situada en el barrio Telegraph Hill de San Francisco, California, Estados Unidos. La torre, situada en el Parque Pioneer, se construyó en 1933 usando el legado de Lillie Hitchcock Coit para embellecer la ciudad de San Francisco; al morir en 1929 Coit dejó un tercio de sus propiedades a la ciudad para su embellecimiento. La torre se propuso en 1931 como un uso apropiado del regalo de Coit. Se añadió al Registro Nacional de Lugares Históricos el 29 de enero de 2008.
Esta torre de estilo art decó, construida con hormigón armado sin pintar, fue diseñada por los arquitectos Arthur Brown, Jr. y Henry Howard, con murales al fresco de 27 diferentes artistas y sus numerosos ayudantes, además de dos pinturas adicionales instaladas tras su creación fuera del lugar. Aunque una historia apócrifa afirma que la torre fue diseñada para parecerse a la boquilla de una manguera de bomberos debido a la afinidad de Coit con los bomberos de San Francisco, este parecido es una coincidencia.

## Historia
La Torre Coit fue pagada con el dinero legado por Lillie Hitchcock Coit, una mujer de la alta sociedad a la que le encantaba apagar incendios en los primeros años de historia de la ciudad. Hasta diciembre de 1866, no había un cuerpo de bomberos en la ciudad, y los incendios de la ciudad, que se producían frecuentemente en los edificios de madera, eran extinguidos por varias compañías de voluntarios. Lillie Coit fue uno de los personajes más excéntricos de la historia de North Beach y Telegraph Hill, que fumaba cigarros y llevaba pantalones antes de que estuviera socialmente aceptado que lo hicieran las mujeres. Fue una ávida jugadora y se vestía a menudo como un hombre para jugar en los establecimientos para hombres que salpicaban North Beach. Se decía que Coit se había afeitado la cabeza para que sus pelucas encajaran mejor.
La fortuna de Lillie financió la construcción de este monumento cuatro años después de su muerte en 1929. Tenía una relación especial con los bomberos de la ciudad. Con quince años de edad presenció la actuación de la Knickerbocker Engine Co. No. 5 para apagar un incendio en Telegraph Hill. Cuando estuvieron faltos de personal, tiró sus libros del colegio al suelo y se lanzó a ayudar, llamando a otros transeúntes para que ayudaran a que llevar el motor arriba de la colina, para arrojar agua sobre las llamas. Después de esto Lillie se convirtió en la Engine Co. mascot y apenas podía ser retenida por sus padres para que no saltara a la acción al oír el sonido de las campanas de incendio. Después de esto, viajaba frecuentemente con la Knickerbocker Engine Co. 5, especialmente en desfiles callejeros y celebraciones en las que participaba la Engine Co. Durante su juventud y edad adulta Lillie fue reconocida como bombera honoraria. 
Su testamento indica que quería que un tercio de su fortuna, que ascendía a 118 000 dólares, "se gaste de una manera apropiada para el objetivo de aumentar la belleza de la ciudad que siempre he amado." Se construyeron dos monumentos en su nombre. Uno fue la Torre Coit, y el otro fue una escultura que representa tres bomberos, uno de los cuales lleva una mujer en sus brazos. Lillie es actualmente la patrona de los bomberos de San Francisco.
El Consejo de Supervisores del Condado de San Francisco propuso que se usara el legado de Coit para una carretera en el Lago Merced. Esta propuesta fue rechazada por los albaceas del testamento, quienes expresaron su deseo de que el condado encontrara "maneras y medios de gastar el dinero en un monumento que fuera en sí una entidad y no una unidad de desarrollo público." El supervisor Herbert Fleishhacker sugirió un monumento en Telegraph Hill, lo que fue aprobado por los albaceas. Se asignaron $7000 adicionales de los fondos de la ciudad, y se realizó una competición de diseño. El ganador fue el arquitecto Arthur Brown, Jr, cuyo diseño fue completado e inaugurado el 8 de octubre de 1933. La construcción de la torre tardó cinco años.
La torre fue catalogada como un Hito paisajístico de la ciudad en 1984 y se incluyó en el Registro Nacional de Lugares Históricos en 2008. Aunque la torre no es técnicamente un hito paisajístico de California aún, pero la placa histórica del estado de Telegraph Hill se sitúa en el vestíbulo de la torre, que marca la ubicación de la estación de señales original.
La Torre Coit apareció en la película de 1998, Dr. Dolittle protagonizada por Eddie Murphy. La torre aparece en la primera escena con el tigre, quien piensa en suicidarse saltando desde la torre, pero Dolittle le disuade de hacer esto.

## Diseño
El diseño de Brown para el concurso contemplaba un restaurante en la torre, que fue sustituido por una zona de exposiciones en la versión final. El diseño usa tres cilindros concéntricos de hormigón. El más externo es un cilindro estriado de 55 m de altura que sostiene la plataforma de observación. El cilindro intermedio contiene una escalera, y un cilindro interior contiene el ascensor. La plataforma de observación está a 10 m bajo la cima, con una galería y claraboyas por encima. Una rotonda en la base alberga espacio de exposiciones y una tienda de regalos.

### Murales
Los murales de la torre Coit fueron realizados bajo los auspicios del Public Works of Art Project, el primero de los programas de empleo federales del New Deal para artistas. Ralph Stackpole y Bernard Zakheim solicitaron con éxito la comisión en 1933, y supervisaron a los muralistas, que fueron principalmente profesores y estudiantes de la Escuela de Bellas Artes de California (CSFA), incluidos Maxine Albro, Victor Arnautoff, Ray Bertrand, Rinaldo Cuneo, José Moya del Pino, Mallette Harold Dean, Clifford Wight, Edith Hamlin, George Harris, Otis Oldfield, Suzanne Scheuer, Hebe Daum y Frede Vidar.
Los artistas estaban comprometidos en diferentes grados con la igualdad racial e ideas políticas izquierdistas y marxistas fuertemente expresadas en las pinturas. "Library" de Bernard Zakheim representa a su colega John Langley Howard arrugando un periódico en su mano izquierda mientras alcanza una copia de Das Kapital de Karl Marx con su mano derecha. Los trabajadores de todas las razas se muestran iguales, en ocasiones en las poses heroicas del realismo socialista, mientras que los blancos bien vestidos, miembros de las clases capitalistas, disfrutan del resultado de su trabajo. "City Life" de Victor Arnautoff incluye los periódicos The New Masses y The Daily Worker en el news stand rack de la escena; el mural de John Langley Howard representa una diversidad étnica así como una familia indigente busca oro mientras observa una familia rica; e Industries of California de Stackpole se compuso en la misma línea como un estudio inicial del destruido Man at the Crossroads.
Después de que el mural Man at the Crossroads de Diego Rivera fuera destruido por los patrones del Rockefeller Center por incluir una imagen de Lenin, los muralistas de la Torre Coit protestaron. La simpatía hacia Rivera hizo que algunos artistas incorporaran referencias al incidente de Rivera; en el panel "Library" de Zakheim, se pinta a Stackpole leyendo un titular de un periódico que anuncia la destrucción del mural de Rivera.
Dos murales son escenas de la Bahía de San Francisco. La mayoría de los murales están realizados al fresco; las excepciones son un mural realizado en témpera (arriba, en la última habitación decorada) y los óleos del vestíbulo del ascensor. Aunque la mayoría de los murales se han restaurado, no se restauró un pequeño segmento (la salida de la escalera espiral a la plataforma de observación) pero pintados de manera duradera con revestimiento de epoxi.
La mayoría de los murales están abiertos al público gratuitamente durante las horas de apertura, aunque el Departamento de Recreo y Parques de San Francisco está negociando cobrar a los visitantes una tarifa para entrar a la rotonda de murales. Los murales de la escalera espiral, normalmente cerrados al público, están abiertos los sábados por las mañanas a las 11:00 con un tour gratuito a cargo de San Francisco City Guides.
Desde 2004 el artista Ben Wood ha colaborado con otros artistas en proyecciones de vídeo a gran escala en el exterior de la torre, en 2004, 2006, 2008 y 2009.

## Vistas
La torre, que se sitúa en la cima de Telegraph Hill, en el parque Pioneer, ofrece vistas fabulosas de San Francisco, incluido el Puente Golden Gate, el Parque marítimo histórico nacional de San Francisco (San Francisco Maritime National Historical Park) ("Aquatic Park"), Alcatraz, Muelle 39, Isla Ángel, Isla Treasure, el Puente de la Bahía, Russian Hill, el Distrito Financiero, calle Lombard, y Nob Hill.

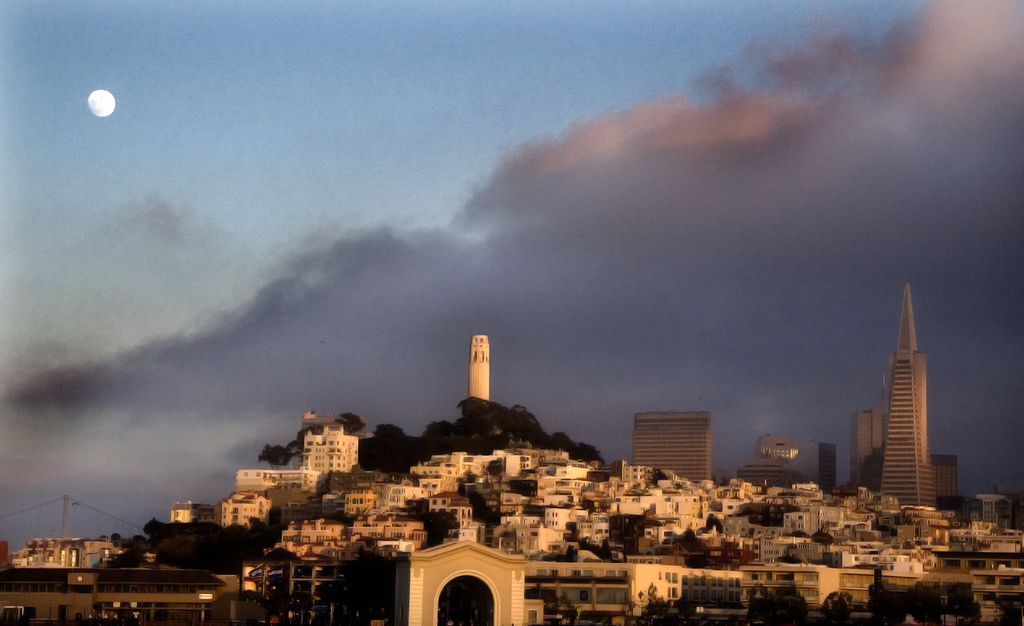
Vista de Telegraph Hill desde un barco en la Bahía de San Francisco.

## Cómo llegar a la Torre Coit
Debido a la topografía escarpada de Telegraph Hill, solo se puede acceder al aparcamiento de la torre situado en la cima mediante una calle, Telegraph Hill Boulevard a través de la calle Lombard, otra popular atracción turística de San Francisco. En horas punta la espera para el aparcamiento puede ser larga. Las alternativas son llegar en autobús o andando. La Coit Tower está a un corto trayecto en autobús desde la zona de Fisherman's Wharf o desde la plaza Washington en North Beach, en el bus #39, que sale cada 20 minutos. Un sistema de escaleras y caminos de madera y hormigón, llamado Filbert Steps, lleva a la cima de la colina desde varias direcciones, haciendo posible una subida empinada pero directa.

## Galería de imágenes

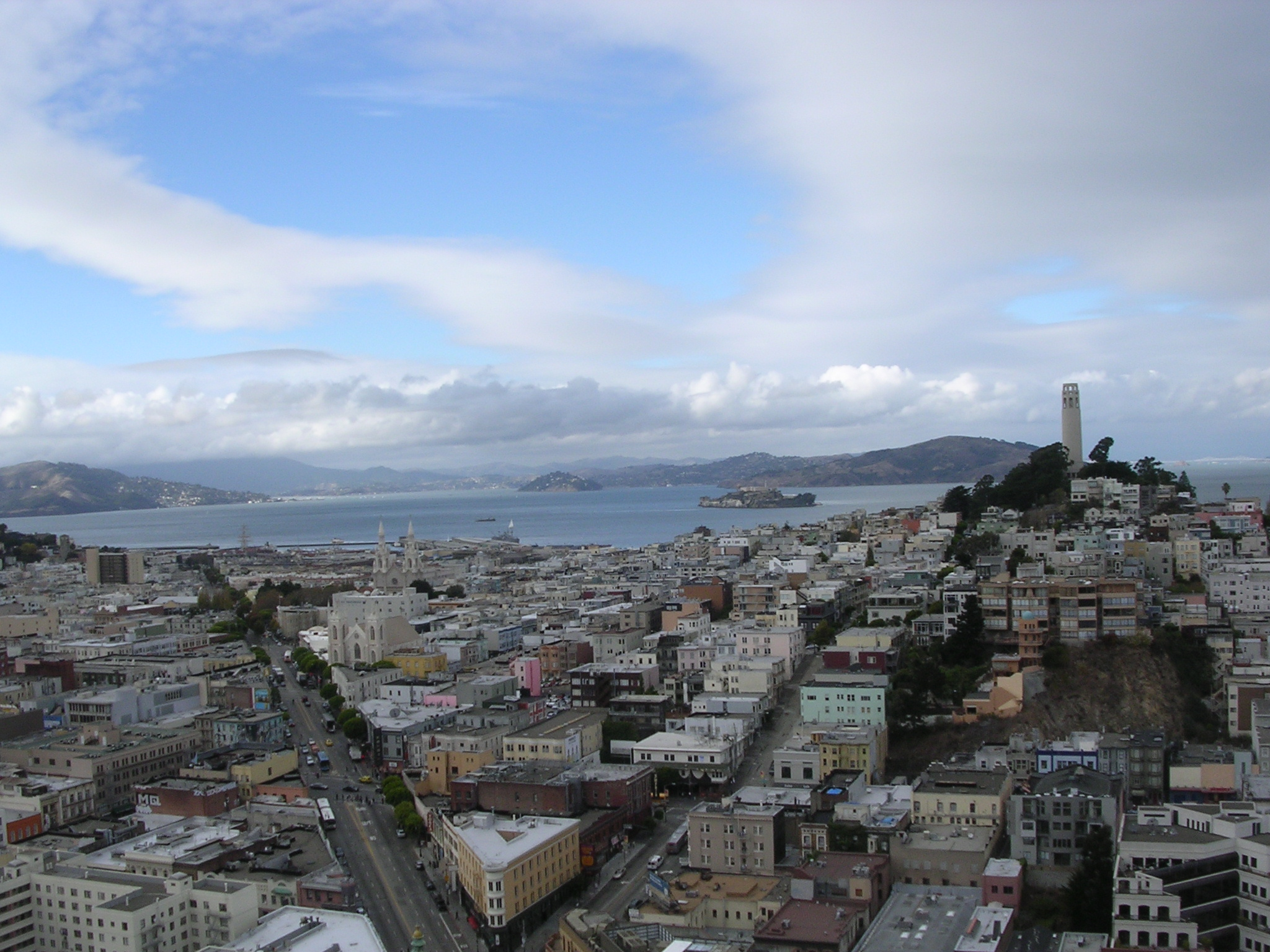
Vista de la Coit Tower, Alcatraz, y el Condado de Marin desde el Distrito Financiero.
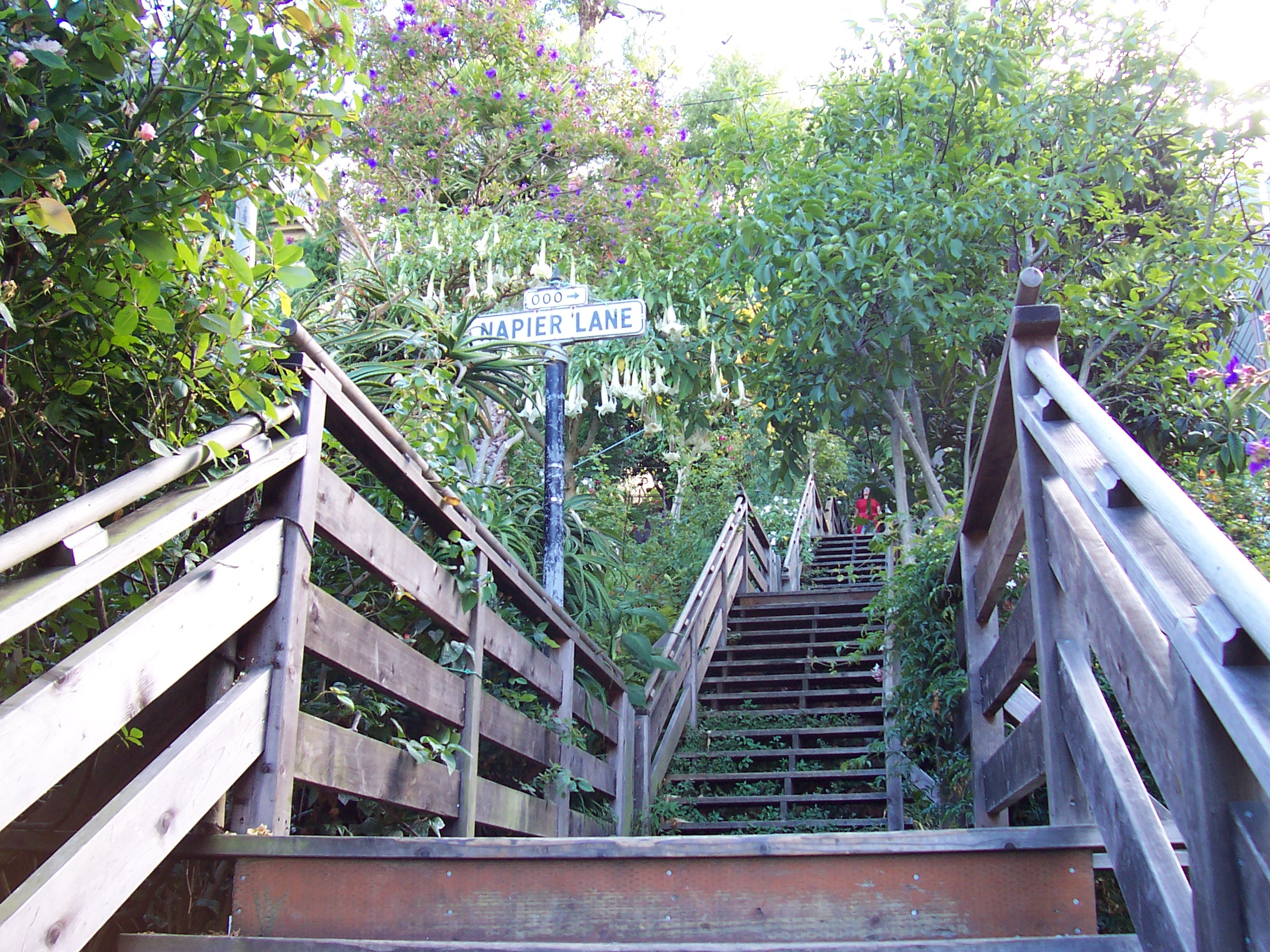
La intersección de Filbert Street y Napier Lane en Telegraph Hill.
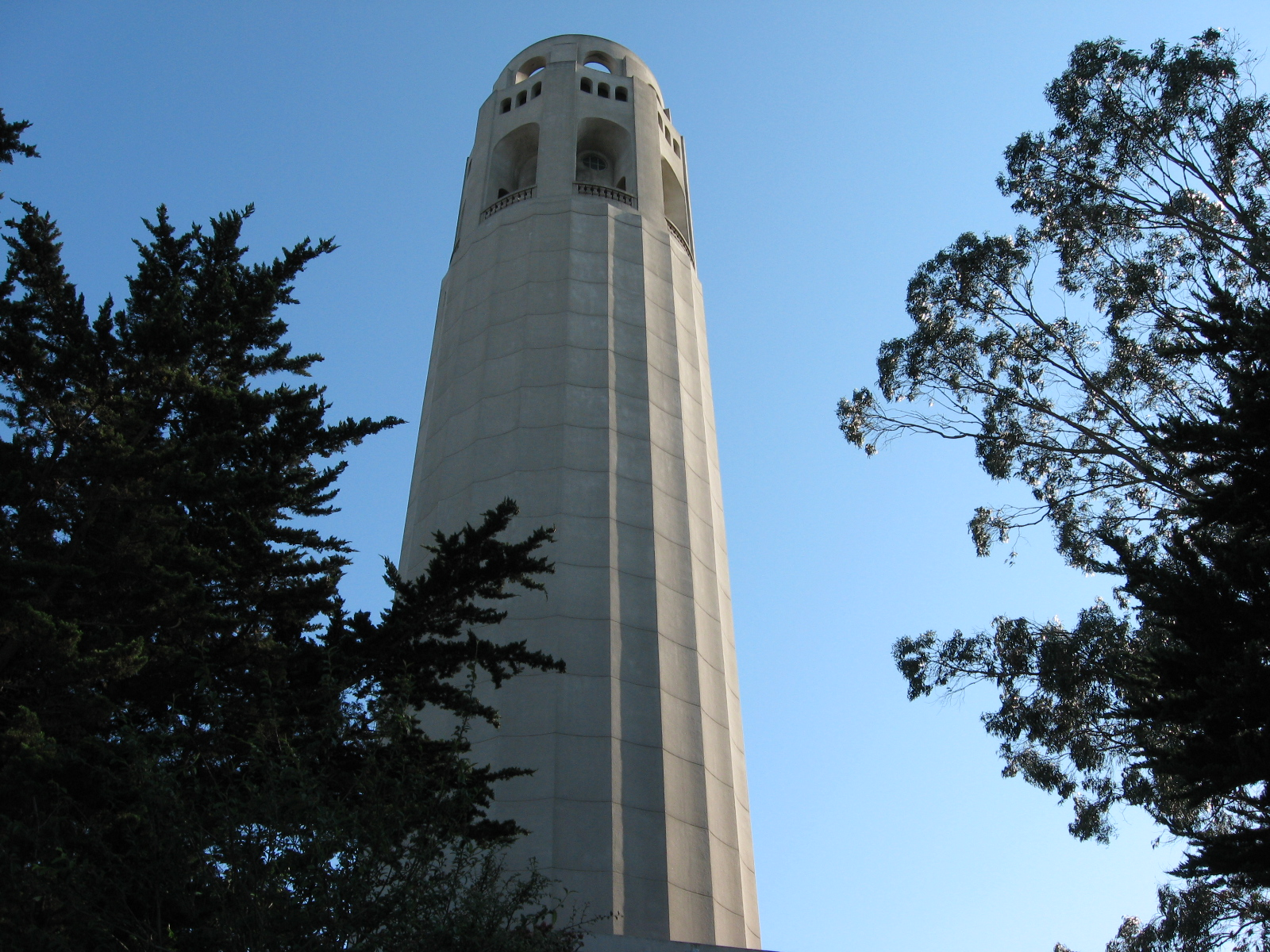
Una imagen más cercana de la torre Coit desde el aparcamiento.
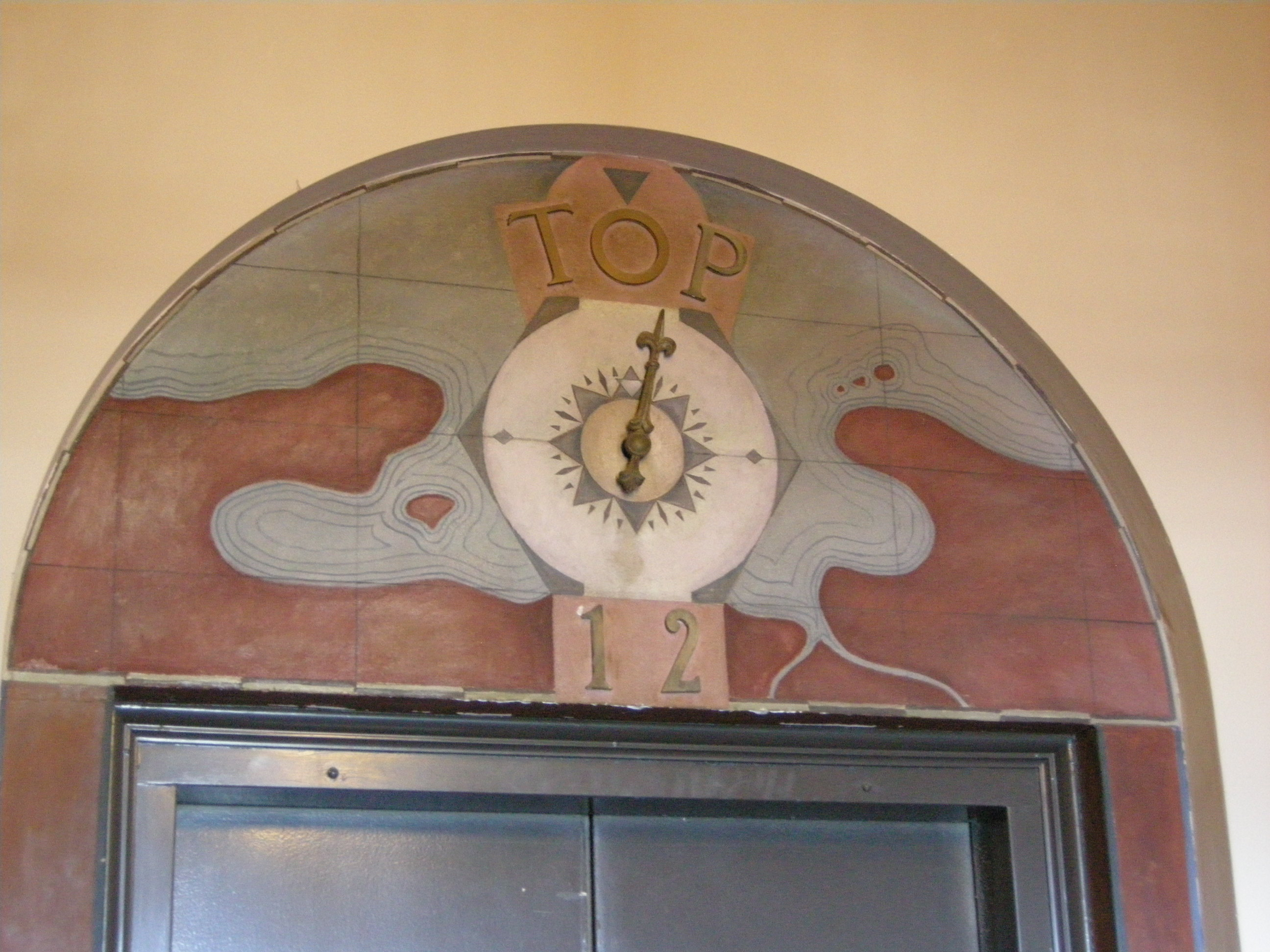
El ascensor de Coit Tower
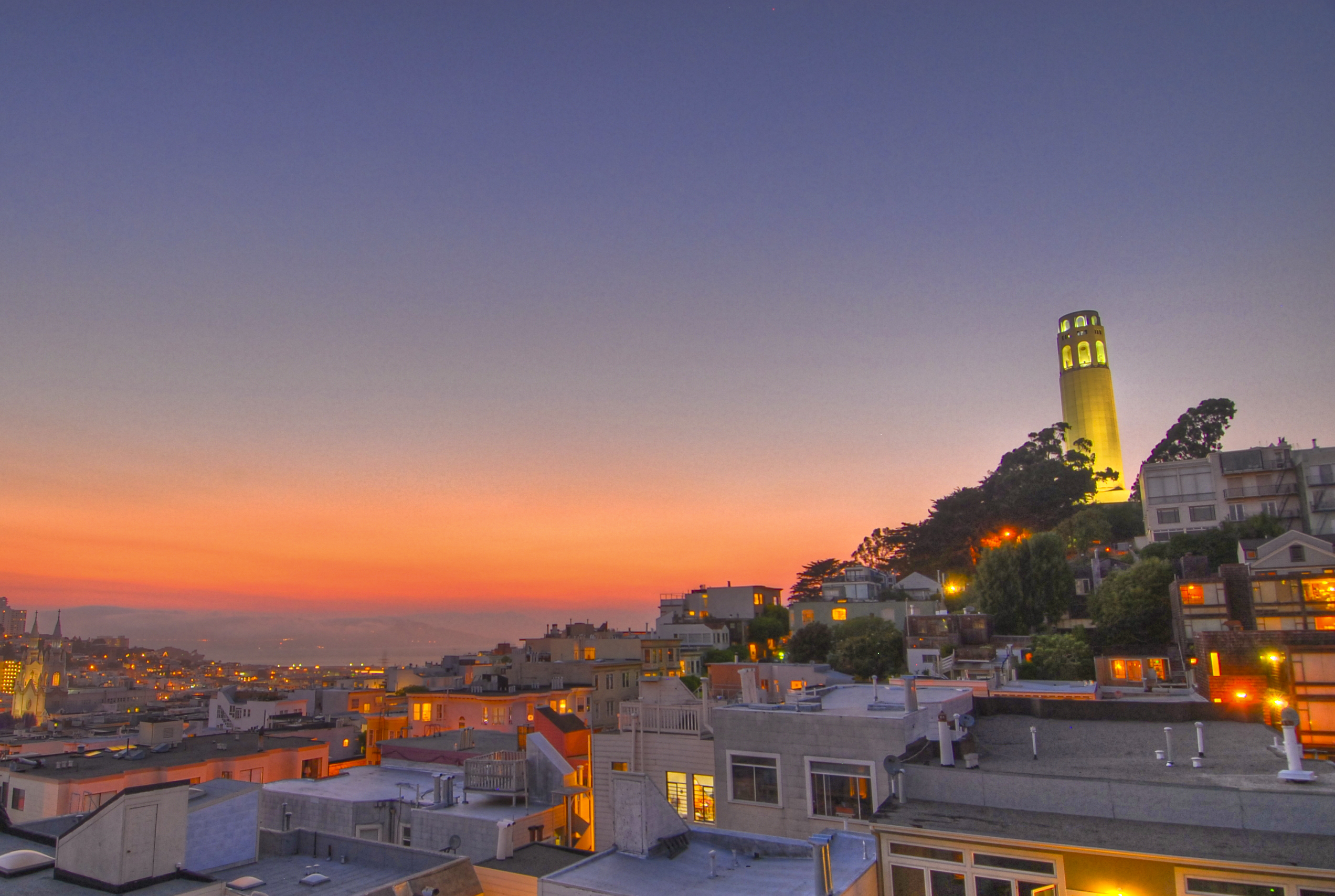
Imagen de la torre al atardecer.
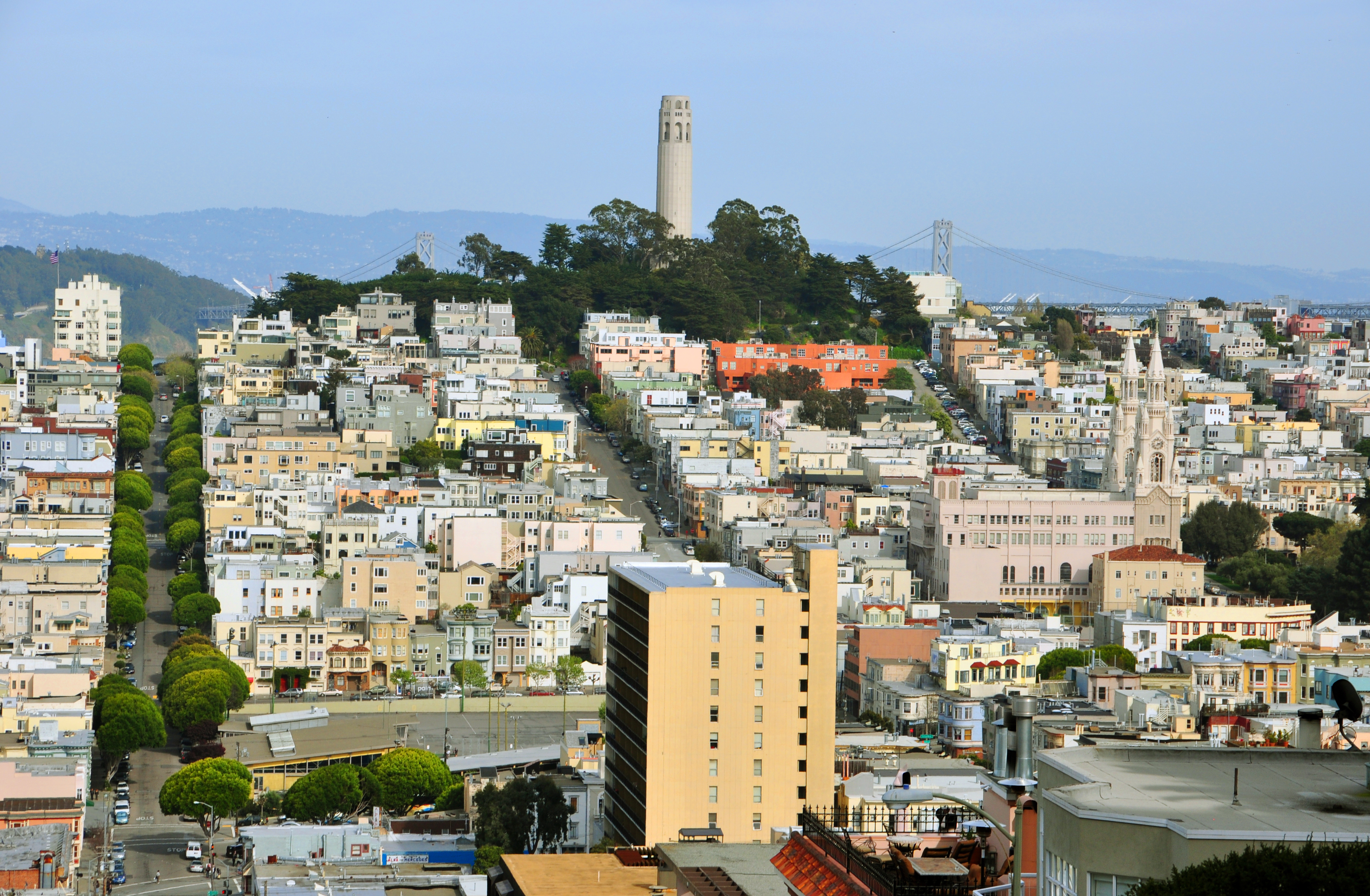
Vista desde la calle Lombard
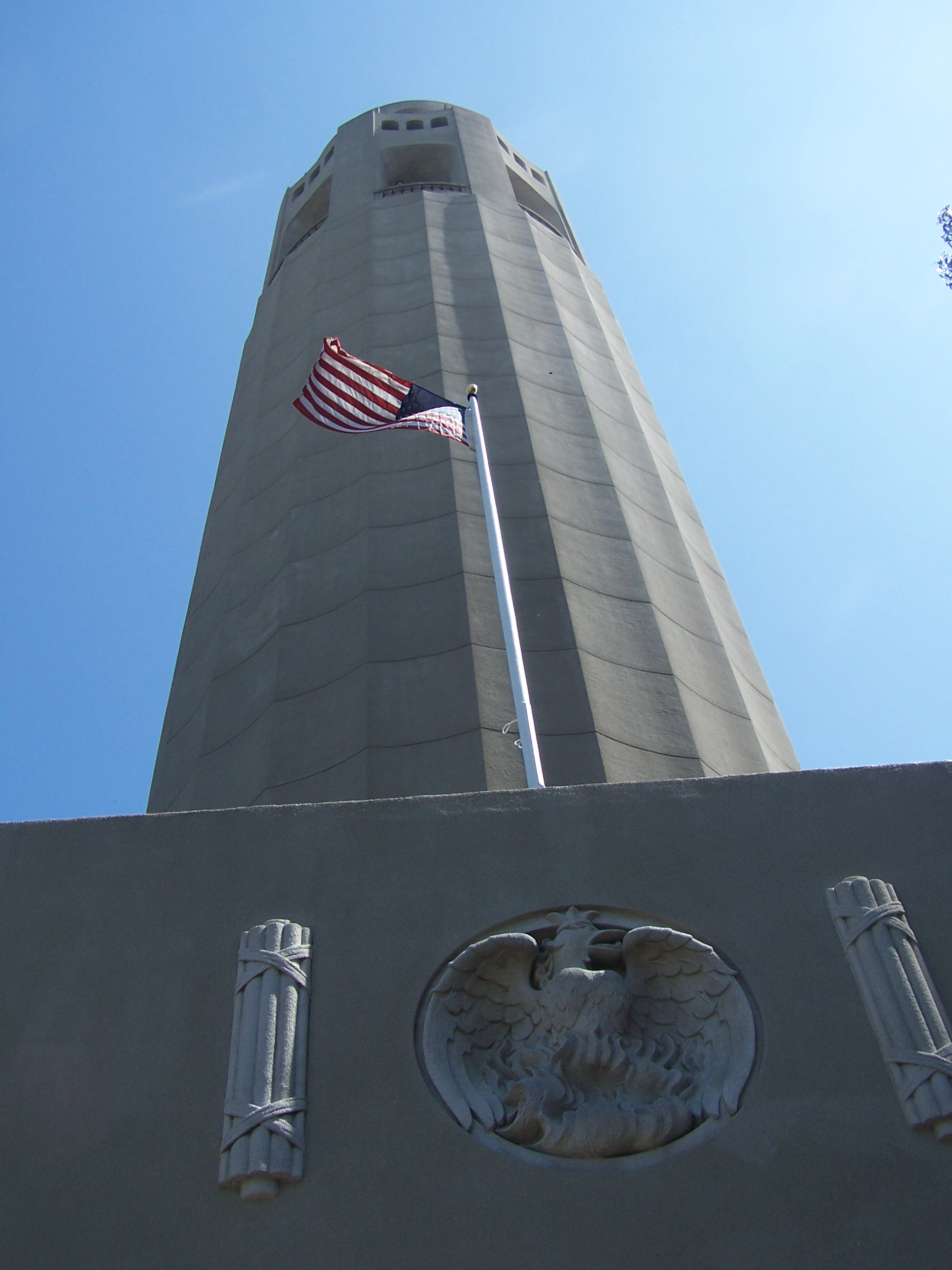
La torre vista desde abajo
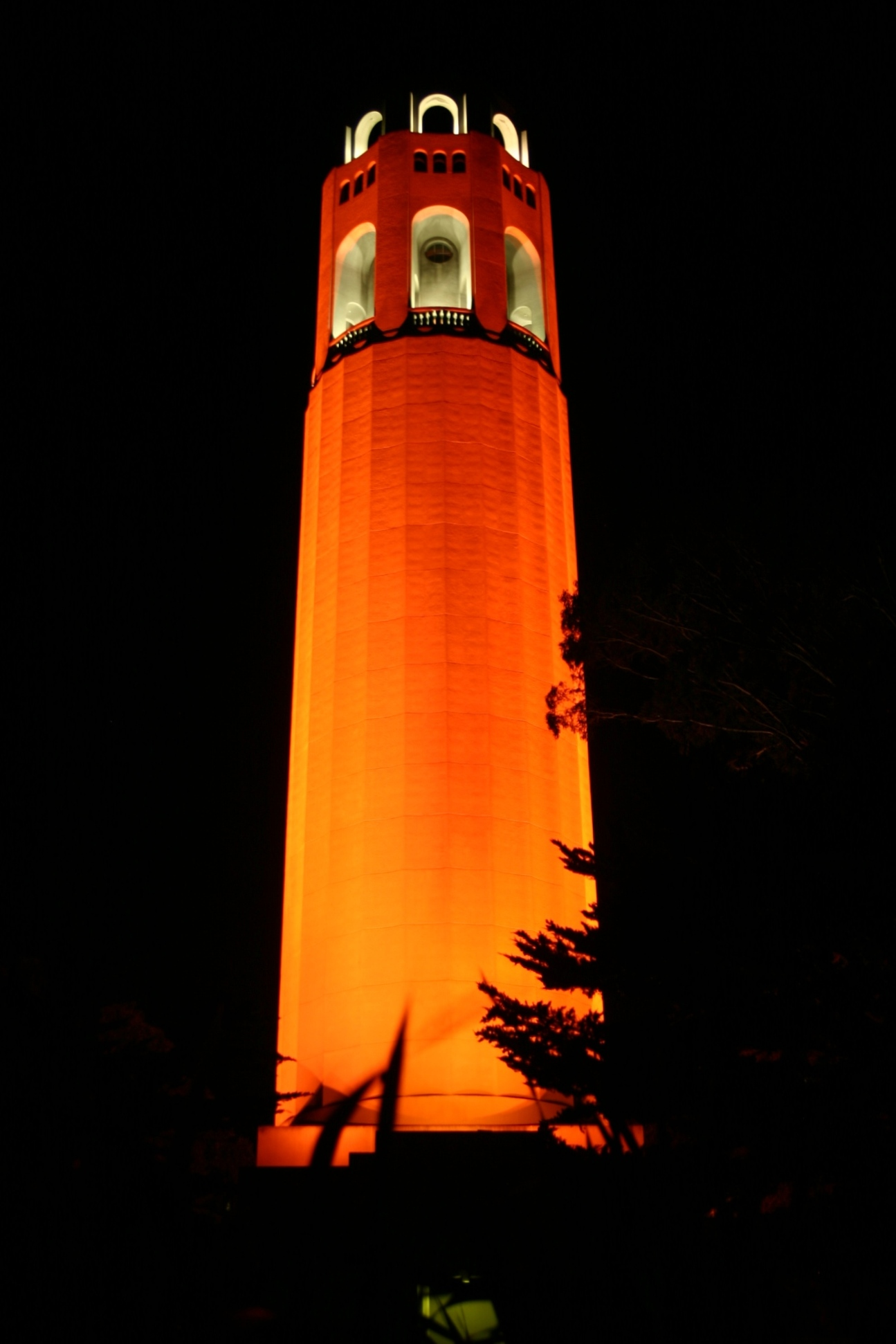
Coit Tower por la noche, iluminada naranja en reconocimiento a los San Francisco Giants

### Los murales

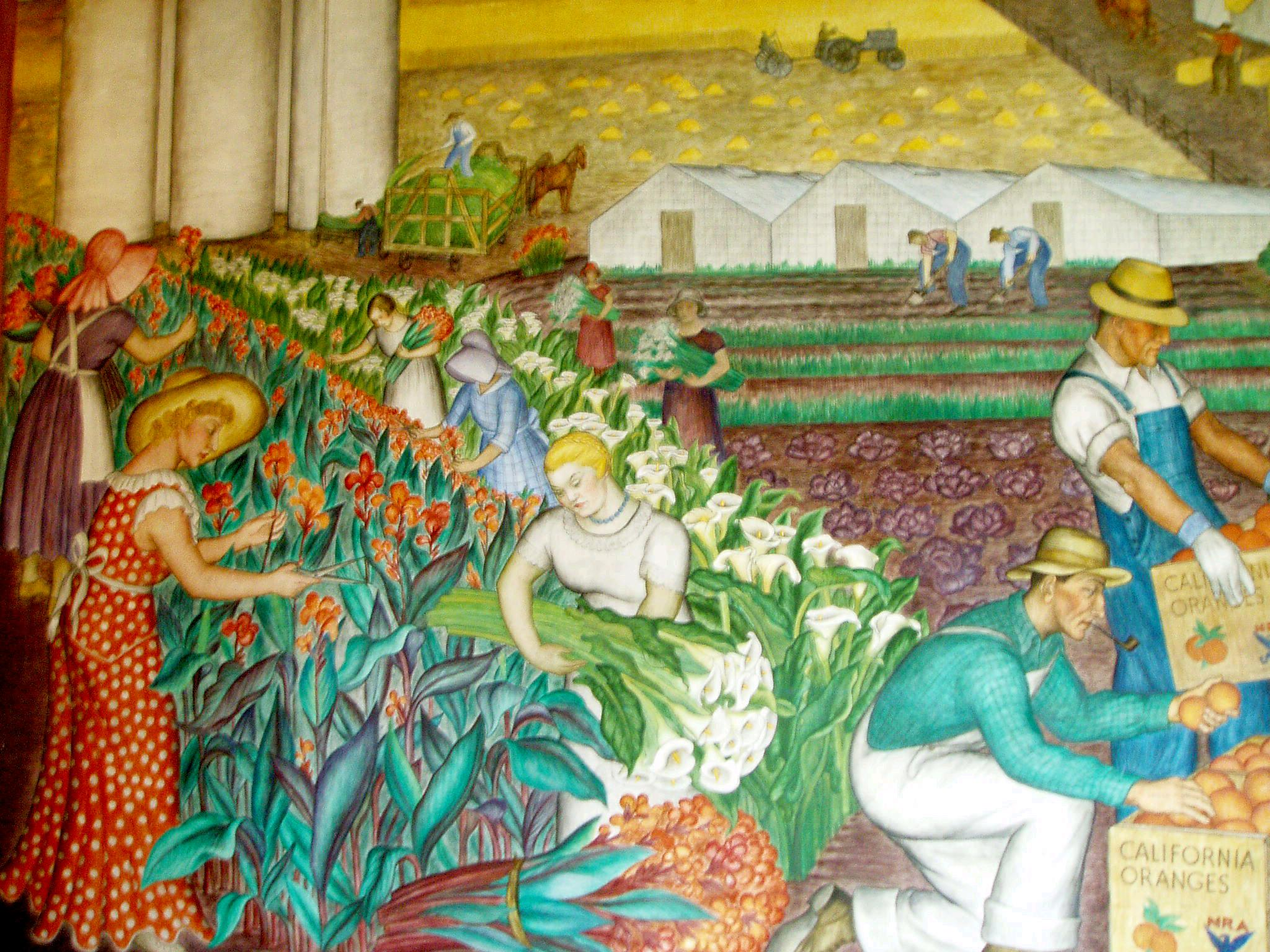
La industria, tanto en la ciudad como en el campo, es un tema importante de los murales.
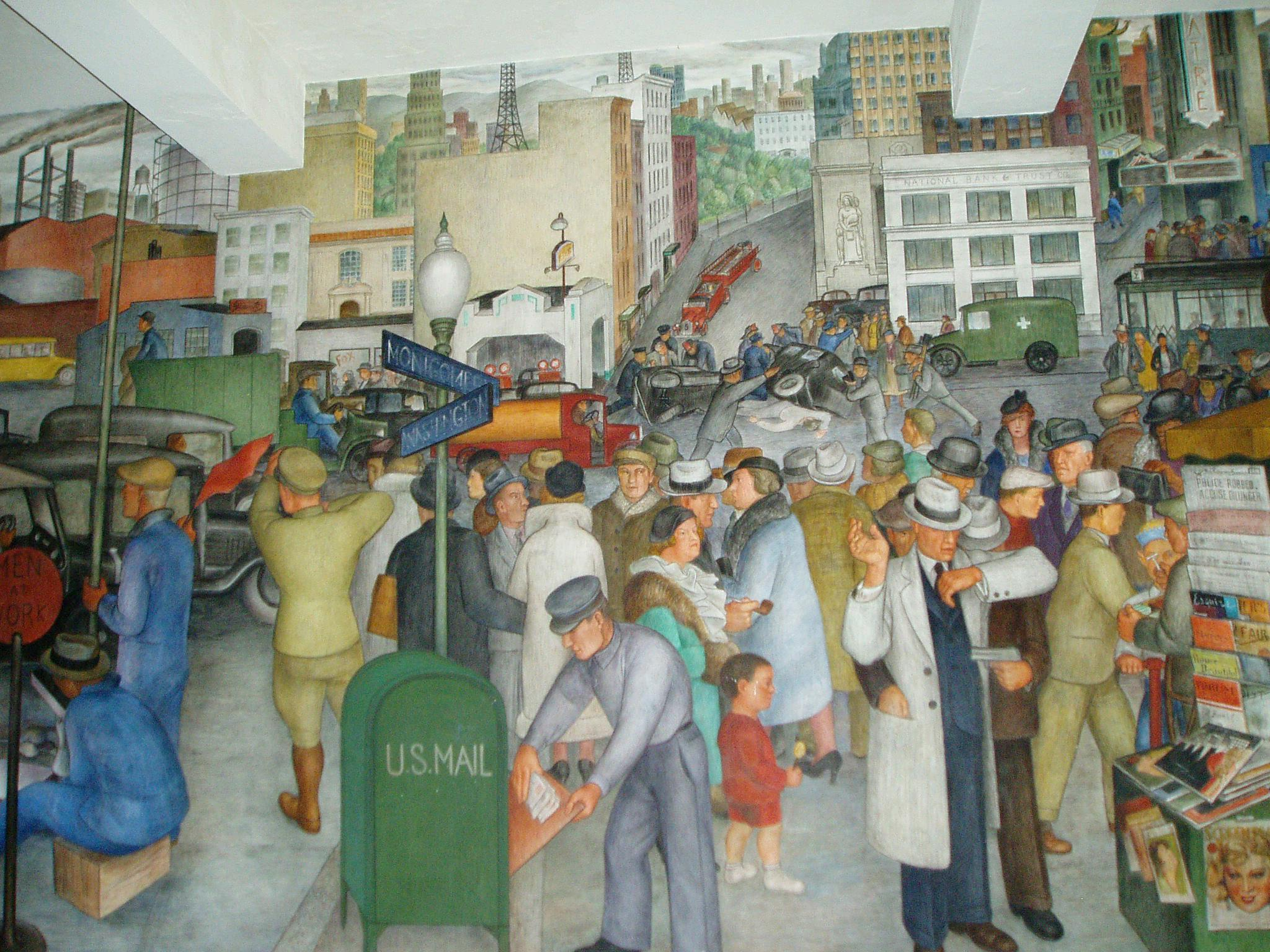
Observe el robo en la esquina inferior derecha, y el accidente de coche en el centro
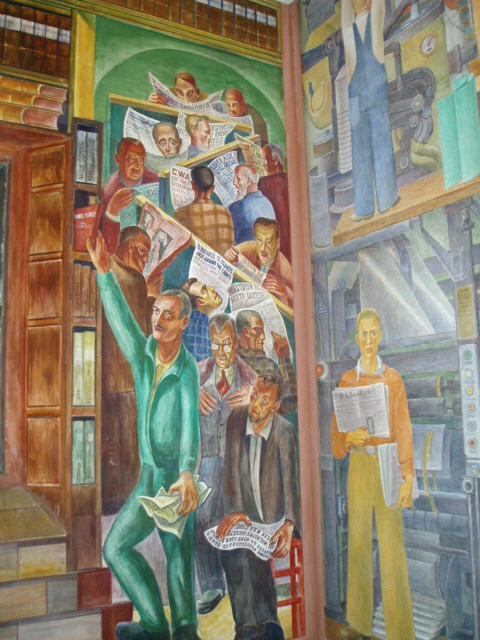
Algunos titulares de los periódicos discuten la creación de los murales